# Maison de Goethe (Strasbourg)
Pour les articles homonymes, voir Maison de Goethe.
La maison de Goethe à Strasbourg (Goethe-Haus in Straßburg en allemand) est une maison de ville à colombages alsacienne traditionnelle, historique, du XVIe siècle, du quartier de la Grande Île de Strasbourg, dans le centre-ville historique de Strasbourg, dans le Bas-Rhin en Alsace dans le Grand Est. Johann Wolfgang von Goethe (1749-1832) philosophe, dramaturge, homme d'état allemand, considéré comme un des auteurs les plus importants de la littérature allemande, y vécut dans une chambre d'étudiant du second étage, en 1770 et 1771, durant ses études de Droit à l’université de Strasbourg. 

## Historique

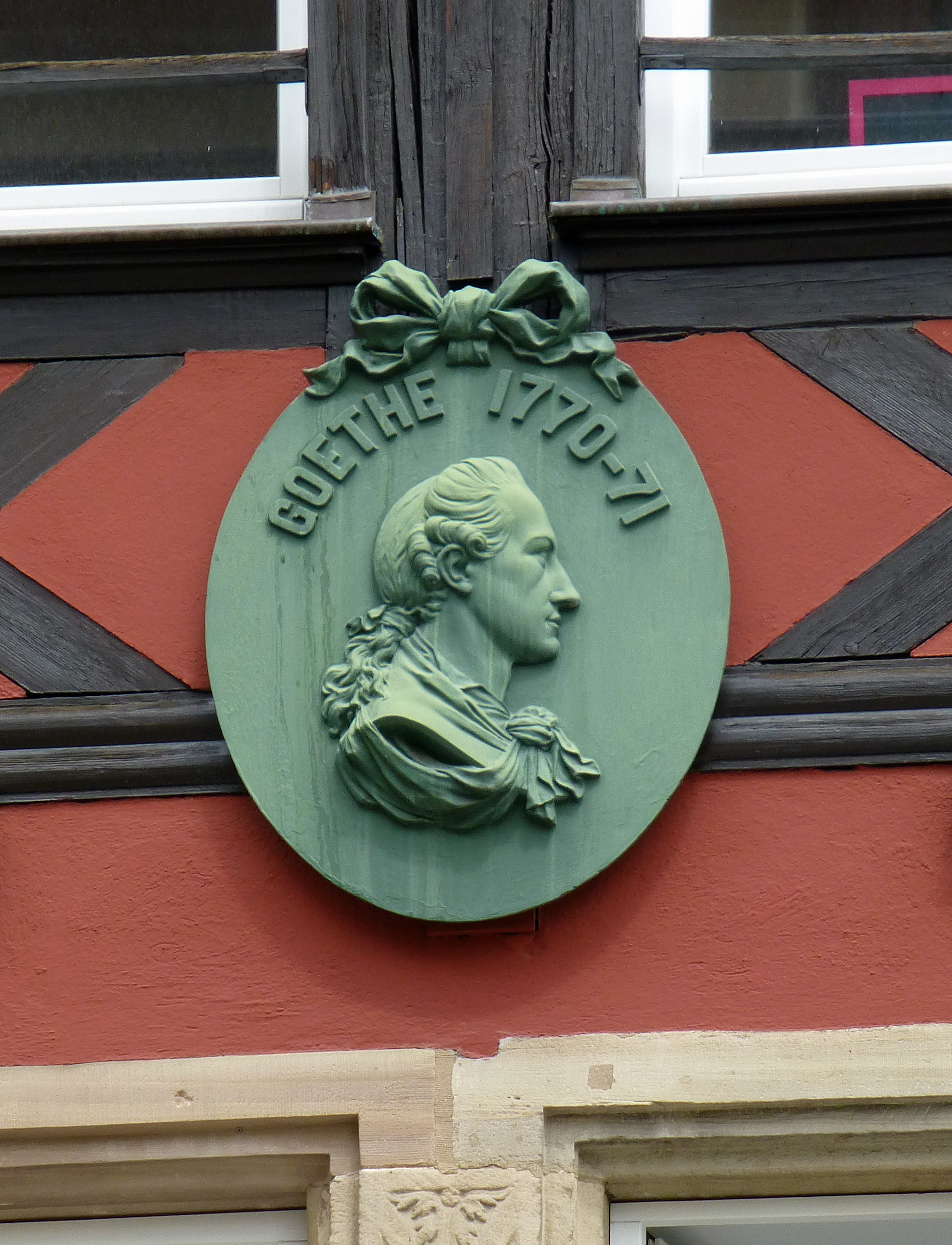
Plaque commémorative sous sa fenêtre, avec profil de Goethe en 1770-1771 en bas-relief en bronze, du sculpteur Walter Eberbach.

Né dans sa maison familiale de Francfort-sur-le-Main, Goethe commence des études de Droit, dans la lignée familiale de son père Johann Caspar Goethe, à l'université de Leipzig (1765-1768). En 1770, âgé de 21 ans, convalescent d'une tuberculose, il poursuit ses études à l'université de Strasbourg (1770-1771). Le 2 avril 1770, il s’installe préalablement à l'Hôtel de l’Esprit du 7, quai Saint-Thomas de la Petite France, avant de louer une chambre d'étudiant au deuxième étage de cet immeuble du 36, rue du Vieux-Marché-aux-Poissons de la Grande Île de Strasbourg. Il prend ses repas à la pension Lauth, du 22, rue de l’Ail, à quelques pas, repaire d’étudiants-philosophes curieux de tout, de cette période intellectuellement effervescente des Lumières (philosophie) du Siècle des Lumières, de pré Révolution française. La visite de la cathédrale Notre-Dame de Strasbourg voisine, lui inspirera son essai De l'architecture allemande de 1773. 

## Architecture
Cette maison de ville à colombages alsacienne traditionnelle, de la fin du Moyen Âge et du début de la Renaissance strasbourgeoise (architecture de la Renaissance) est construite sur trois étages dans les années 1590, avec un rez-de-chaussée en arcades, des fenêtres à croisée à meneaux au premier étage, avec ornements de symboles sculptés en bas-relief, et une toiture à lucarnes en tuile alsacienne. Elle est accolée à sa voisine n° 34, pour ne faire qu’un bâtiment, et a été plusieurs fois rénovée. Elle se situe entre les ancienne douane de Strasbourg, musée historique de Strasbourg, place Gutenberg, palais Rohan, et cathédrale Notre-Dame de Strasbourg...

## Monuments de Goethe à Strasbourg et aux environs
- Statue, bas-reliefs, et buste de part et d'autre du Palais universitaire de Strasbourg[5]
- Rue Goethe, le long des Palais universitaire, Jardin botanique de l'université , Observatoire astronomique, et musée Adolf-Michaelis...
- Maison au 40, rue du Bain-aux-Plantes (siège strasbourgeois entre 1965 et 1995 de la Fondation Johann Wolfgang von Goethe[6])
- Musée Goethe à l'Auberge au Bœuf à Sessenheim

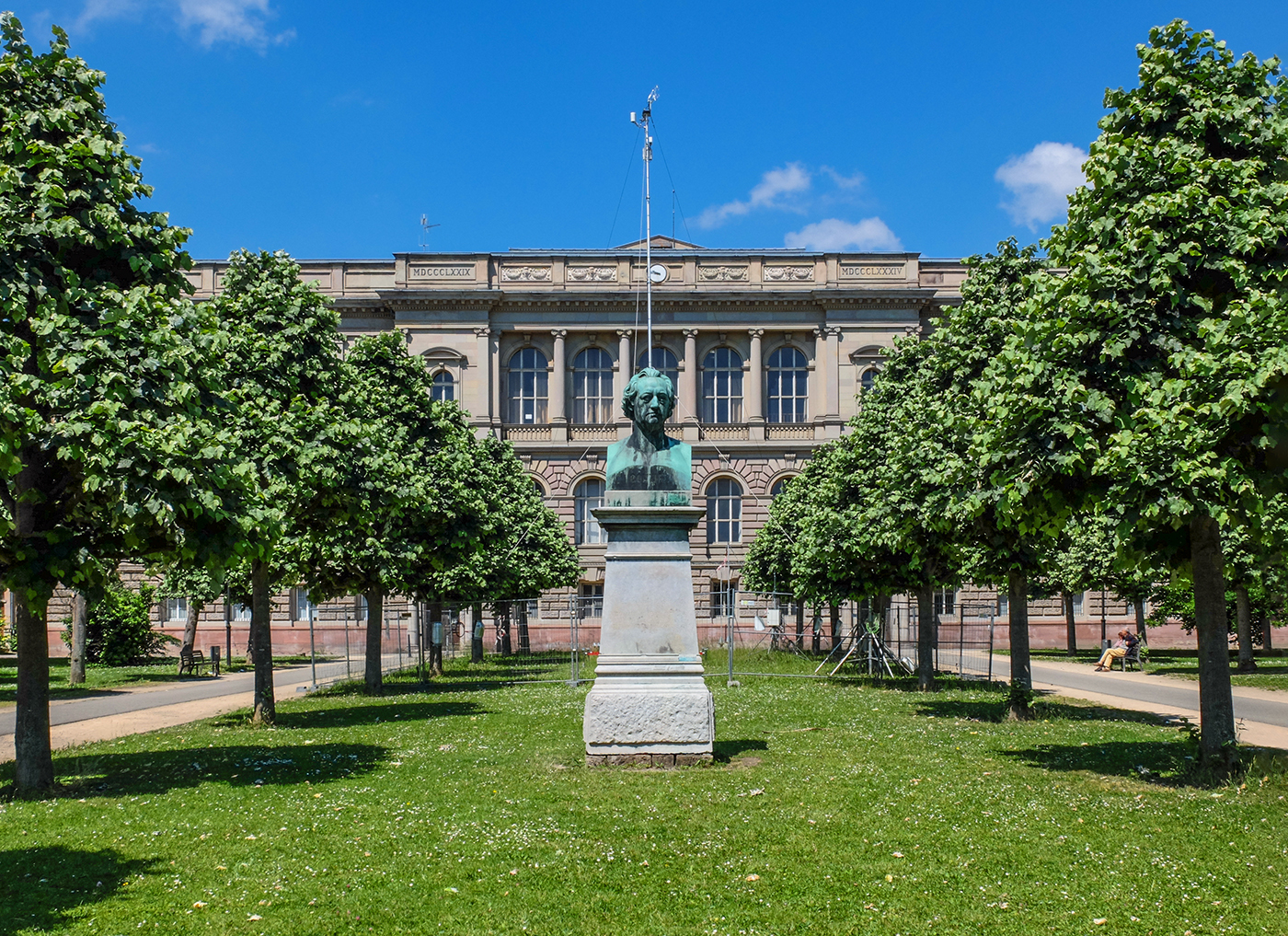
Buste du Palais universitaire de Strasbourg, rue Goethe.
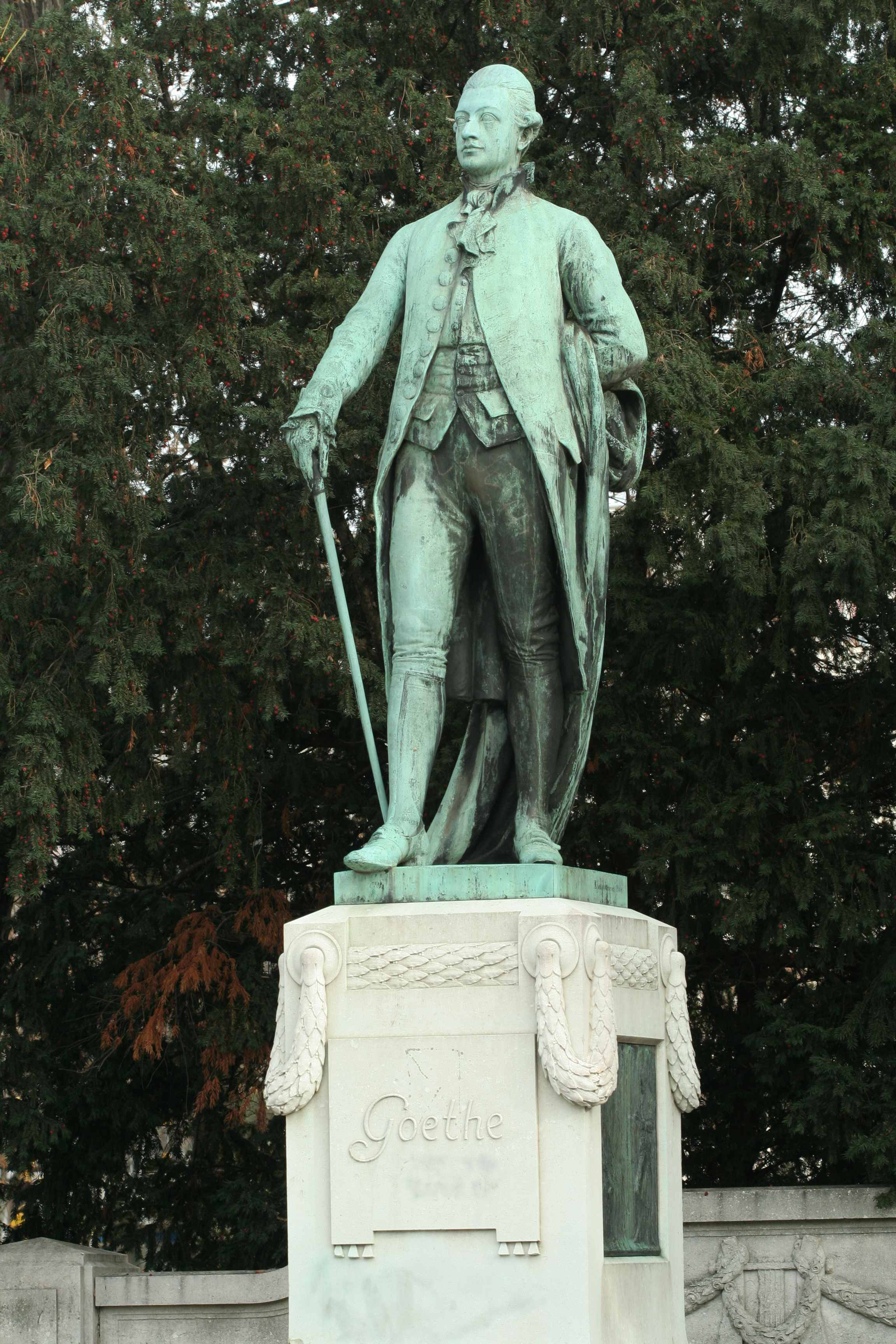
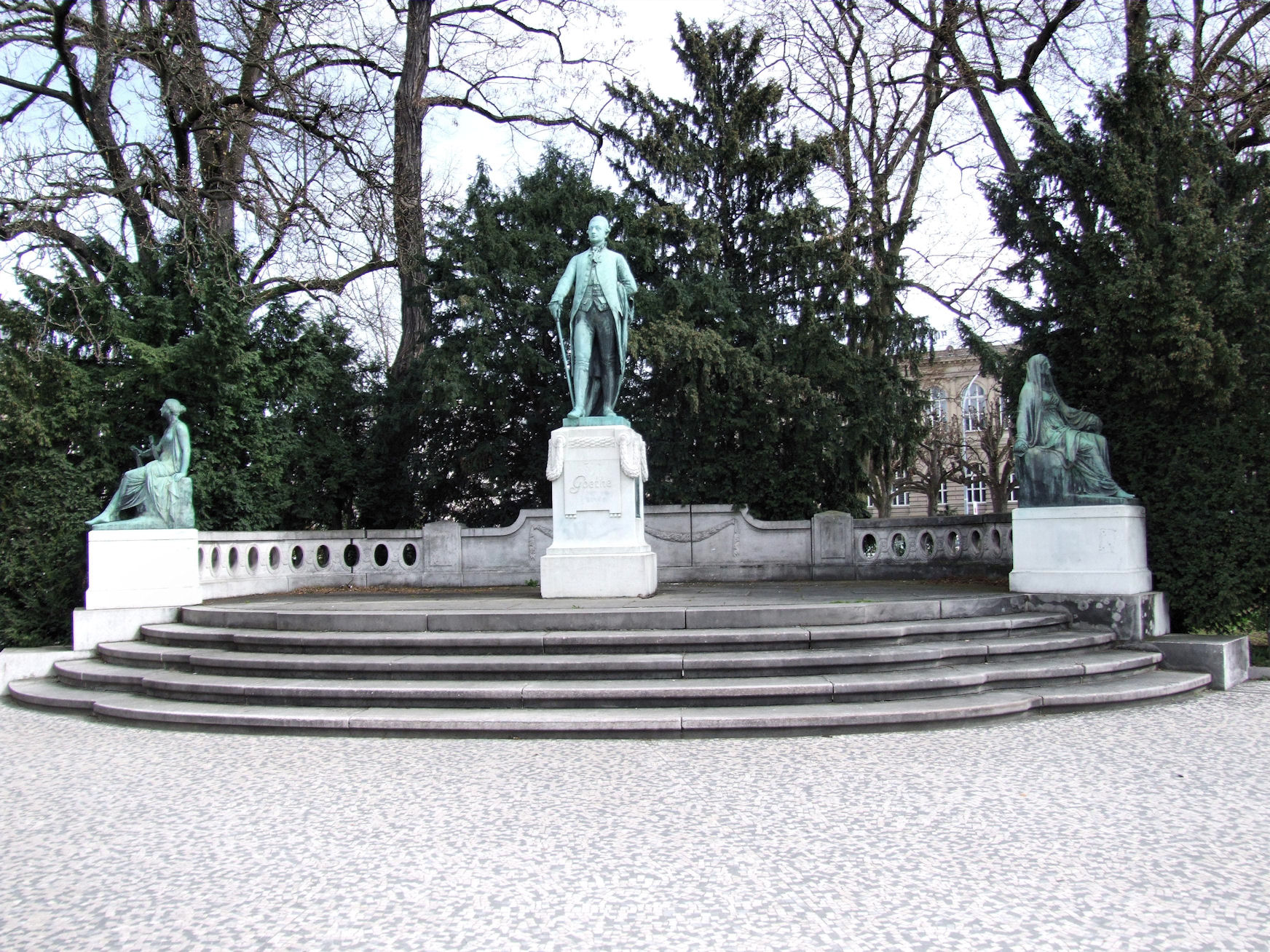
Goethe entouré de ses muses, devant le Palais universitaire de Strasbourg.
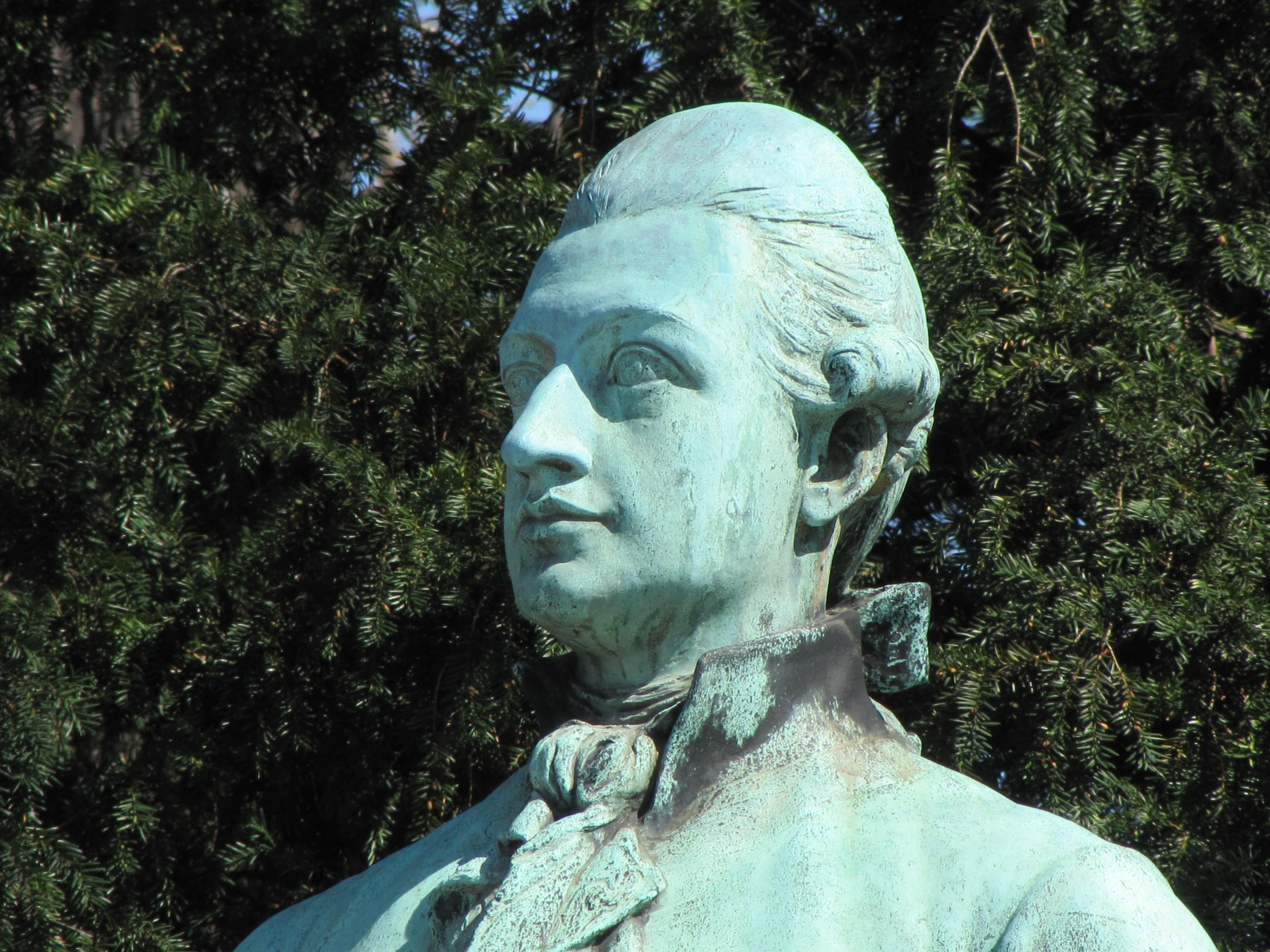
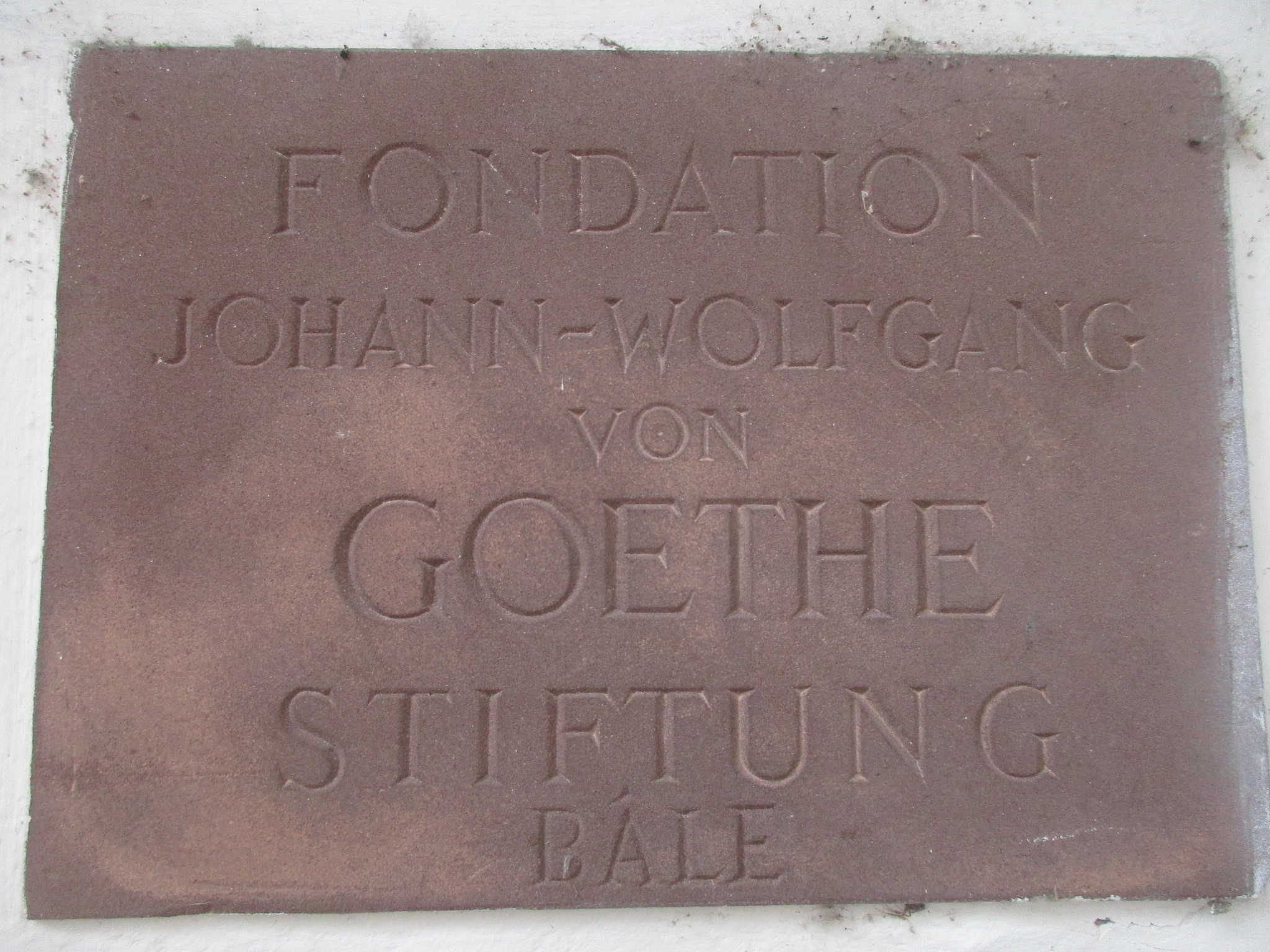
Fondation Goethe, maison au 40, rue du Bain-aux-Plantes à Strasbourg.
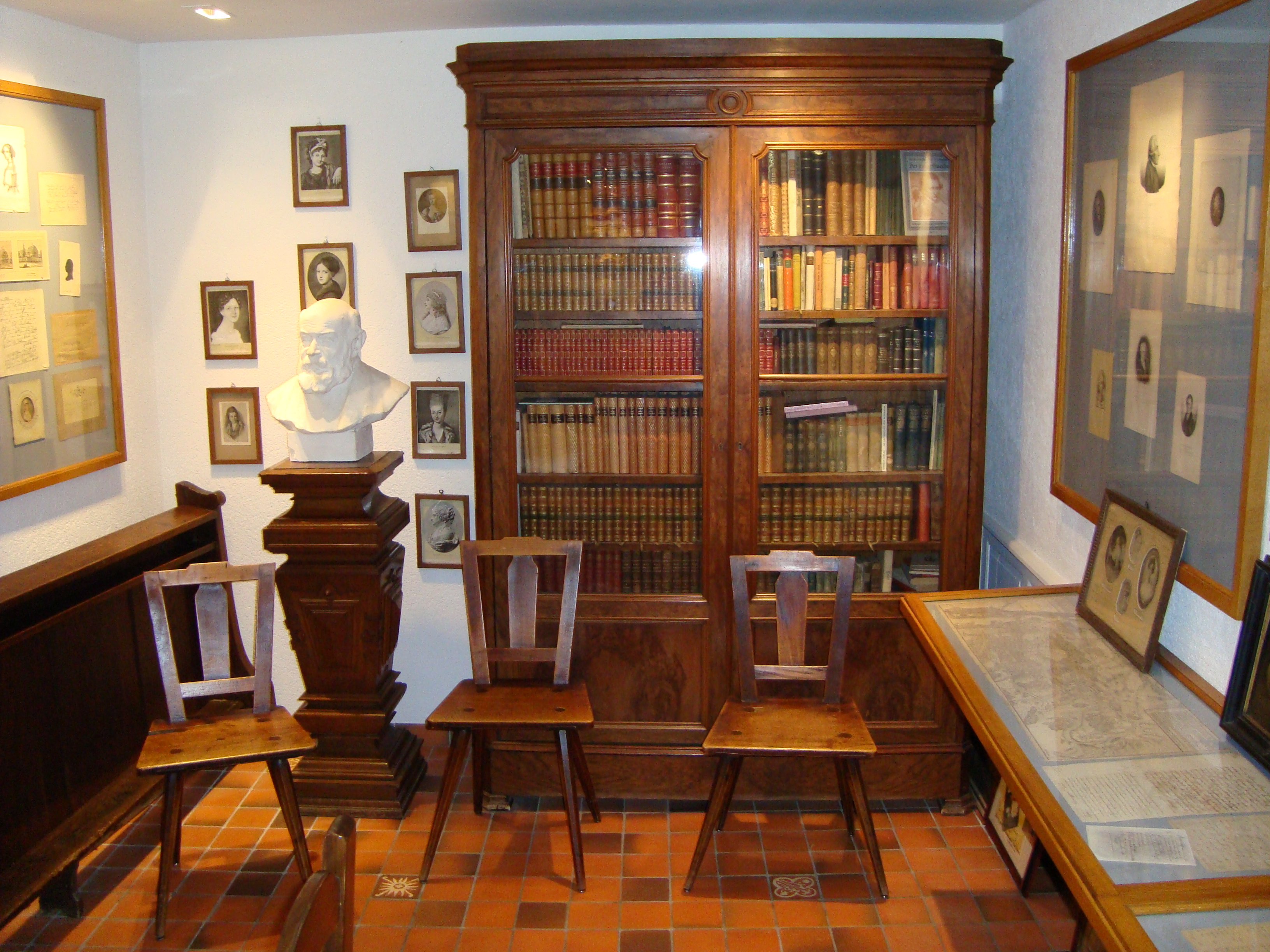
Musée Goethe à l'Auberge au Bœuf à Sessenheim (à 40 km au nord-est).